# Даниленко, Олег Владимирович (хоккеист)
Оле́г Влади́мирович Даниле́нко (род. 27 февраля 1970 в Новосибирске, РСФСР, СССР) — российский хоккеист. Нападающий сборной России по сурдохоккею. Чемпион зимних Сурдлимпийских игр (2015), чемпион мира (2013) и Европы (2014). Заслуженный мастер спорта России.

## Биография
Олег Владимирович Даниленко родился 27 февраля 1970 года в Новосибирске. У Олега - 100% потеря слуха (тотально глухие). Хоккеем он стал заниматься в 6 лет в обычной спортшколе. Член сурдлимпийской сборной команды России по хоккею с 1995 года. Тренировался у Сытова Валентина Ивановича в МАУ «НЦВСМ» (Новосибирск). После XVIII Сурдлимпийских зимних игр в Ханты-Мансийске  принял решение о завершении спортивной карьеры. Участник эстафеты Паралимпийского огня 2014 в Новосибирске.

## Спортивные достижения
Командные:
- Участник пяти Сурдлимпийских зимних игр: 1995, 1999, 2003, 2007, 2015;
- Чемпион XVIII Сурдлимпийских зимних игр (2015);
- Серебряный призёр XV Сурдлимпийских зимних игр (2003);
- Двукратный бронзовый призёр Сурдлимпийских зимних игр (1995, 2007);
- Чемпион мира (2013);
- Чемпион Европы (2004);
- Многократный победитель чемпионатов России по хоккею с шайбой (спорт глухих);
- Многократный призёр чемпионатов России по хоккею с шайбой (спорт глухих).

Личные:
- MVP финального матча чемпионата мира 2013[1].

## Награды и спортивные звания
- Почётная грамота Президента Российской Федерации (8 апреля 2015 года) — за выдающийся вклад в повышение авторитета Российской Федерации и российского спорта на международном уровне и высокие спортивные достижения на XVIII Сурдлимпийских зимних играх 2015 года[5].
- Почётная грамота Губернатора Новосибирской области (22 апреля 2015 года) — за успешное выступление на Сурдлимпийских играх  и достойное представление Новосибирской области.[6]
- Заслуженный мастер спорта России (2003).